# Movimiento Nacional Imbokodvo
El Movimiento Nacional Imbokodvo o Imbokodvo National Movement (INM) es un partido político de Suazilandia.

## Historia
Al principio de la década de 1960, la actividad política se intensificó en Suazilandia reclamando la independencia de Gran Bretaña y el desarrollo económico. En este periodo surgieron muchos nuevos partidos políticos que contaban con muchos seguidores en las ciudades pero no en las áreas rurales donde vivía la mayor parte de la población swazi. Así las cosas, el Rey Sobhuza II, su Consejo y los líderes tradicionales swazis crearon el Movimiento Nacional Imbokodvo que lograron identificar con el modo y estilo de vida tradicionales.
Respondiendo a la presión de la situación política del país, el Gobierno Colonial fijó la fecha para las primeras elecciones democráticas en 1964, donde se elegían dos cámaras: una que defendía los intereses de los colonos blancos y otra que velaba por los de los swazis nativos.
Un año después de las elecciones de 1972, el Rey Sobhuza II disolvió el Parlamento y prohibió los partidos políticos.

## Resultados
El INM obtuvo:
- 23 al 25 de junio de 1964: 79.683 votos (85,5%).
- 19 al 20 de abril de 1967: 191.160 votos (79,4%), 24 escaños (100% de los escaños).
- 16 al 17 de mayo de 1972: Un 78.3% de los votos emitidos y 21 de 24 escaños.

- Datos: Q6025175